# فيرجينيا (قصة موتها)

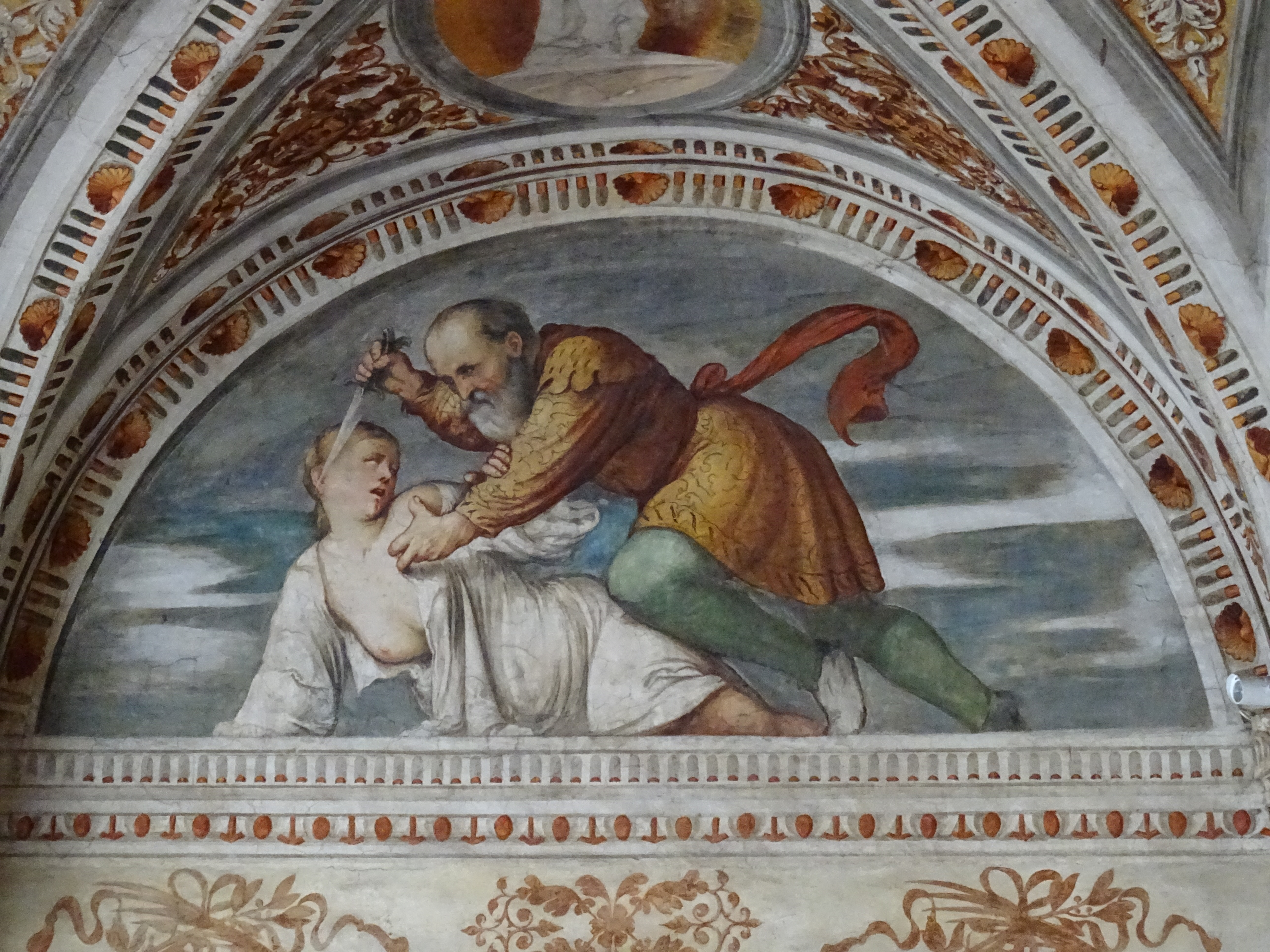
رومانينو، موت فيرجينيا

فيرجينيا، أو فرجينيا (ميلادها 465 قبل الميلاد – 449 قبل الميلاد)، كان موضوع قصة روما القديمة، ذات الصلة في ليفي Ab Urbe Condita .

## قصة فيرجينيا
في عام 451 قبل الميلاد، بدأ أبيوس كلوديوس في السعي خلف فريجينيا لتوقه الشديد بها، حيث كانت فتاة من الطبقة الرومانية العامة جميلة وابنة لوسيوس فيرجينيوس ، قائد المئة المحترم. كانت فيرجينيا مخطوبة إلى لوسيوس إيسيليوس،المدافع السابق لعامة الشعب، وعندما رفضت كلوديوس، كان لدى كلوديوس أحد زبائنه، ماركوس كلوديوس، يدعي أنها كانت في الواقع عبده. ثم اختطفها ماركوس كلوديوس بينما كانت في طريقها إلى المدرسة. اعترض الحشد في المنتدى على ذلك، حيث كان كل من فيرجينيوس وإكيليوس من الرجال المحترمين، وأجبروا ماركوس كلوديوس على رفع القضية أمام الدوائر العشرية، بقيادة أبيوس كلوديوس نفسه. تم استدعاء فيرجينيوس من الميدان للدفاع عن ابنته، ونجح إسيليوس، بعد تهديدات بالعنف، في عودة فيرجينيا إلى منزلها بينما كانت المحكمة تنتظر مثول والدها. حاول كلوديوس جعل أنصاره يعترضون الرسل المرسلين لاستدعاء فيرجينيوس، لكنهم وصلوا بعد فوات الأوان لتأخير وصول فيرجينيوس.

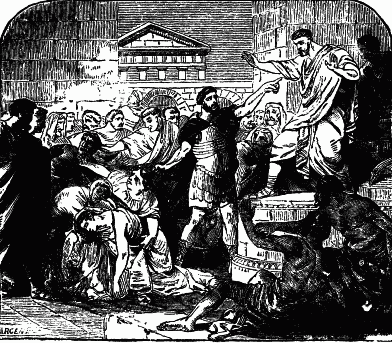
وفاة فرجينيا.

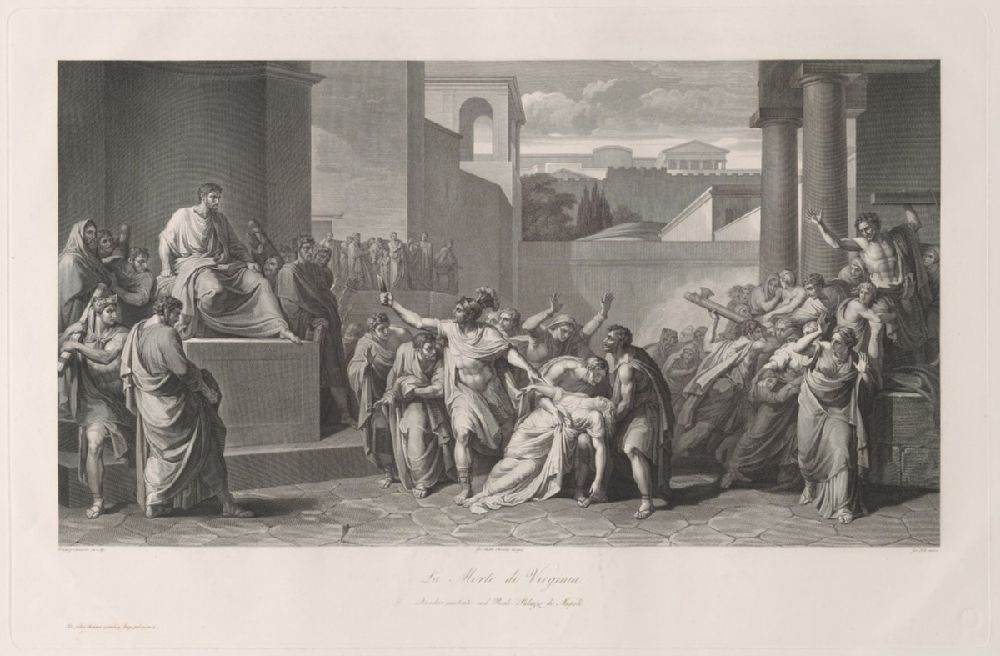
جيوفاني فولو بعد فينسينزو كاموتشيني، "موت فرجينيا"، 1870/1909، نقش وحفر، [https://www.nga.gov/research/library/imagecollections.html قسم مجموعات الصور، مكتبة المعرض الوطني للفنو ، واشنطن العاصمة

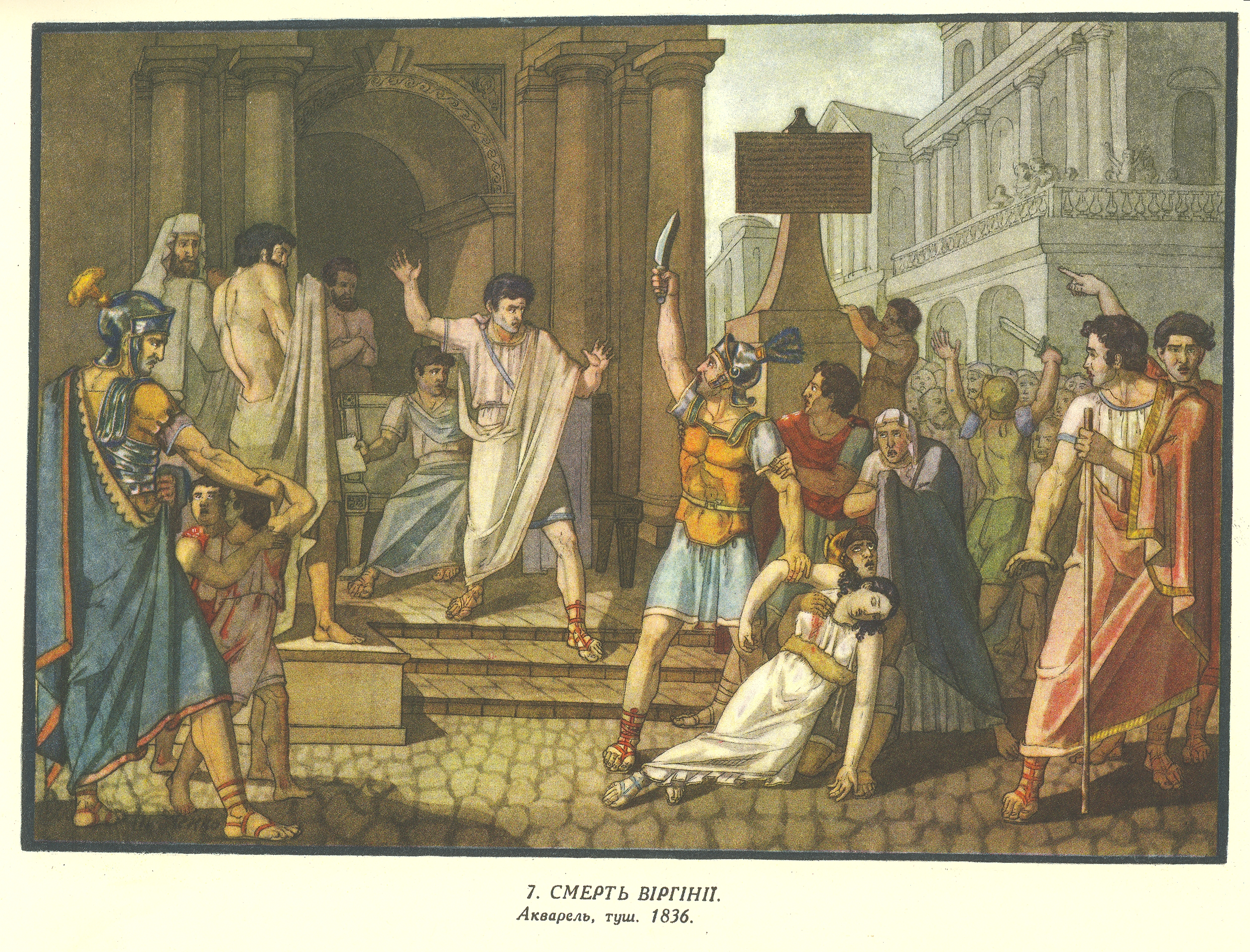
وفاة فرجينيا بواسطة تاراس شيفتشينكو.

عندما وصل فيرجينيوس بعد يومين جمع مؤيديه في المنتدى. ومع ذل ، لم يسمح له كلوديوس بالتحدث، وأعلن أن فيرجينيا كانت بالفعل عبد ماركوس كلوديوس. كان Appius Claudius قد أحضر معه حراسة مسلحة واتهم المواطنين بالتحريض على الفتنة. غادر أنصار فيرجينيوس المنتدى بدلاً من التسبب في أي عنف، وتوسل فيرجينيوس لاستجواب ابنته بنفسه. وافق كلوديوس على ذلك، لكن فيرجينيوس أمسك بسكين، وفي ضريح فينوس كلواشينا، طعن فيرجينيا ، الطريقة الوحيدة التي شعر بها أنه يستطيع الحفاظ على حريتها وفضائلها. تم القبض على فيرجينيوس وإكيليوس، وعاد أنصارهم لمهاجمة الدكتاتور وتدمير أسوارهم . أدى هذا إلى الإطاحة بالديسيمفيري وإعادة تأسيس الجمهورية الرومانية .